# Inkolning
Inkolning är en process under vilken organiska beståndsdelar, särskilt växter, omvandlas till kol under minskad syretillgång och ökande tryck av täckande sediment. Det är en långsam process med flera stadier: förtorvning, brunkols-, stenkols- och antracitbildning.
Växtdelarna blir starkt komprimerade och vävnaderna förstörs med undantag för motståndskraftiga vedelement och växtens ursprungliga organiska material kvarstår som ett tunt lager av kol. 